# Roy McKay
Roy Dale McKay (Contea di Mason, 2 febbraio 1920 – 29 maggio 1969) è stato un giocatore di football americano statunitense che ha giocato nei ruoli di quarterback e punter per i Green Bay Packers della National Football League (NFL). Al college giocò a football all'Università del Texas a Austin.

## Carriera professionistica
McKay fu scelto dai Green Bay Packers nel corso del quinto giro del Draft NFL 1943 e rimase con essi per quattro stagioni, disputando complessivamente 35 partite e vincendo il campionato NFL del 1944.
Il 17 ottobre 1945, in una gara contro i Detroit Lions al City Stadium di Green Bay, Roy passò 4 touchdown tutti per Don Hutson nel secondo quarto, portando Hudson a stabilire il record NFL per il maggior numero di punti segnati in un quarto (29).

## Palmarès

### Franchigia
- Campione NFL: 1

Green Bay Packers: 1944

## Statistiche
| Partite totali    | 35   |
| Yard passate      | 592  |
| Touchdown         | 6    |
| Intercetti subiti | 11   |
| Passer rating     | 36,6 |